# バリャドリッド空港
バリャドリッド空港（スペイン語: Aeropuerto de Valladolid）は、スペイン・カスティーリャ・イ・レオン州バリャドリッド県ビジャヌブラにある軍用飛行場兼民間空港。カスティーリャ・イ・レオン州の州都バリャドリッドの北西10kmに位置する。ビジャヌブラ空港やバリャドリッド空軍基地と呼ばれることもある。イベリア半島北部における主要空港である。6時30分から22時30分まで営業している。

## 歴史
1910年に建設が始まり、当初はバリャドリッド飛行場と呼ばれていた。飛行場は市街地中心部にあるバリャドリッド騎兵学校に隣接していた。飛行場はイベリア半島北部のほぼ中域に位置しており、バリャドリッドを経由して半島南部や首都へ移動する際の中継拠点となっていった。早くも20世紀始めに軍部はバリャドリッド飛行場の重要性に着目していたが、それより当時からこんにちに到るまでスペイン主要都市間交通の基盤として機能し続けるも、市街地に近かったため飛行場の規模は縮小した。縮小の翌年には移転された第二飛行場の落成式が挙行される。郊外に建設されたラ・ルビア飛行場は当初軍用に供された。これと並行しサン・イシドロにもう1つの飛行場が1913年に開設され、他の1つの飛行場と共にパイロットの負担軽減に役立てられる。これにより旧滑走路の一部は市内の街路となっている。この2つの飛行場を源流に現在の空港が築かれている。
1921年にバリャドリッド近郊の3つの現役飛行場は市街地の成長に伴い都市開発のために統合案が持ち上がり、市議会は市街地から離れている新たな候補地を求めた。その年の市議会は最適候補地の選定のために最初の調査を実施し土地明け渡しの必要な住民との交渉が始まる。市議会の努力にもかかわらずその年は成果を挙げること無く、一部の地区は新飛行場の実現に懐疑的な態度を取る。対象住民は選定作業15年後の1936年まで歩み寄らず、ようやくバリャドリッド基礎自治体は新飛行場のために700,000平方メートルの敷地を提供した。しかし対象住民は1938年まで対決したものの遂に飛行場は完成した。敷地は概ね必要量を占有できたため、多くの部分は現在の空港と一致している。
1939年にスペイン内戦は終結しフランシスコ・フランコの統治時代が始まり、第1航空旅団が配備される。戦後はこれらの動きがあったため、実質的に内戦が始まった1936年から民生利用は閉鎖されていた。1940年には第16連隊が飛行場に駐屯した。最終的には翌年に第33連隊が落ち着いた。一方、これにより飛行場は軍用に供されるようになる。内戦終結後、飛行場の民生利用復活まで長期間を要した。最後の民間利用から10年が経った1946年に民間開放について宣言される。しかし、実際に行動に移されるまで3年後の1949年中頃まで待たされることになる。その後、バリャドリッド・レアル飛行クラブ落成式がなされ、飛行場施設に民生用として敷地外に唯一カフェテリアが設けられた。1951年から1952年にかけて重量のある航空機の着陸に備えて弾力性のある古典的な草地トラックの通行許可がおりた。この措置は後の空港開設の可能性に道を開いた。しかし、空港用途使用許可の撤回はバリャドリッド飛行場に匹敵する類似都市の同様例の可能性を減じた。
1972年にバリャドリッド飛行場は民間空港としての機能が復活する。この改善の結果、現在の国内空港の大半が1972年から1973年にかけて民間開放されている。この時に誘導路と駐機場および外部施設タが整備される。また、第2次改良で最初のターミナルが建設され、9年後の1982年に到着エリアが拡張され、同年に第2計画により計器着陸装置（ILS）が整備される。特にこの土地は冬季には濃霧のため着陸は困難でありILSの整備は重要であった。1990年に施設は新しくなり滑走路は3,000メートルまで拡張される。この改良後、再び空港は能力向上のために2000年までに新ターミナルの完成を待つ。2005年12月27日に5,2000平方メートル分の旅客機専用乗降場の拡張が開始される。
バリャドリッド空港は局地的には悪天候にまみれやすく、冬季には氷点下10度以下の日や氷結が冬季の8割近くに及んでいる。2006年夏に新貨物区が開設される。2007年3月19日にILSカテゴリーII/IIの整備状況78%が終了するもキャンセルされる。2000年の新ターミナル改築後、2002年および2003年に格安航空会社が参入し、ビリャヌブラ空港はカスティーリャ・イ・レオン州における中核空港となる。

## 就航する航空会社
バリャドリッド空港はスペイン本土の主要都市の他、バレアレス諸島やカナリア諸島の離島部の他、ロンドン、パリ、デュッセルドルフなどヨーロッパの主要都市や北アフリカや西アジア方面にも航路が伸びている。
- スペイン イベリア航空：スペイン国内とフランス・パリへ。
- スペイン エア・ノストルム：主にカナリア諸島へ。
- スペイン エア・ヨーロッパ 主にカナリア諸島へ。
- スペイン スウィフトエア：イビサ島へ。
- スペイン プリビレッジ・スタイル：ヨーロッパ主要都市ヘ。
- アイルランド ライアンエアー：スペイン国内の他ベルギーやイギリス、ドイツへ。

## 配置部隊
- 第37航空団